# 아카마 리즈
아카마 리즈(赤間凛音, 2009년 1월 8일 ~ )는 2024년 하계 올림픽 여자 스트리트 스케이트보드에서 은메달을 획득한 일본의 스케이트보더이다. 서퍼였던 아버지의 권유로 2학년 때부터 스케이트보드를 시작했다. 올림픽 메달 외에도 X 게임스에서 3개의 은메달과 2개의 동메달을 획득했다.